# Новые Овчиненки
Но́вые Овчи́ненки (бел. Новыя Аўчыненкі) — деревня в Шкловском районе Могилёвской области Белоруссии. Входит в состав Старошкловского сельсовета.

## География
Деревня расположена в 15 километрах к юго-западу от Шклова, в 55 от Могилёва, в 17 километрах от железнодорожной станции Шклов на линии Могилёв — Орша.

## История
Основана в 1920-х годах переселенцами из соседних деревень. С 1924 года по 26 июня 1930 — в составе Чернянского сельсовета (центр — деревня Большое Чёрное) Шкловского района Могилёвского округа. В 1931 году организован колхоз «Новые Овчиненки», который объединил 32 хозяйства. С 20 февраля 1938 года в составе Могилевской области.
В Великую Отечественную войну с июля 1941 года до 26 июня 1944 года деревня была оккупирована немецко-фашистскими захватчиками.
В 1990 году в составе колхоза им. Карла Маркса (центр — деревня Большое Чёрное). В деревне располагались производственная бригада.
В 2007 году деревня в составе ЗАО «Шкловский агросервис».

## Население
- 1990 год — 16 дворов, 23 жителя
- 1997 год — 6 дворов, 9 жителей
- 2007 год — 2 двора, 2 жителя